# Albert Desbrisay Carter
Albert  Desbrisay Carter (Point de Bute, 3 luglio 1892 – Shoreham-by-Sea, 22 maggio 1919) è stato un militare e aviatore canadese, asso dell'aviazione durante la grande guerra che prestò servizio nella Royal Flying Corps e poi nella Royal Air Force conseguendo 22 vittorie individuali e 6 condivise in combattimento aereo tra il 31 ottobre 1917 e il 16 maggio del 1918.

## Biografia

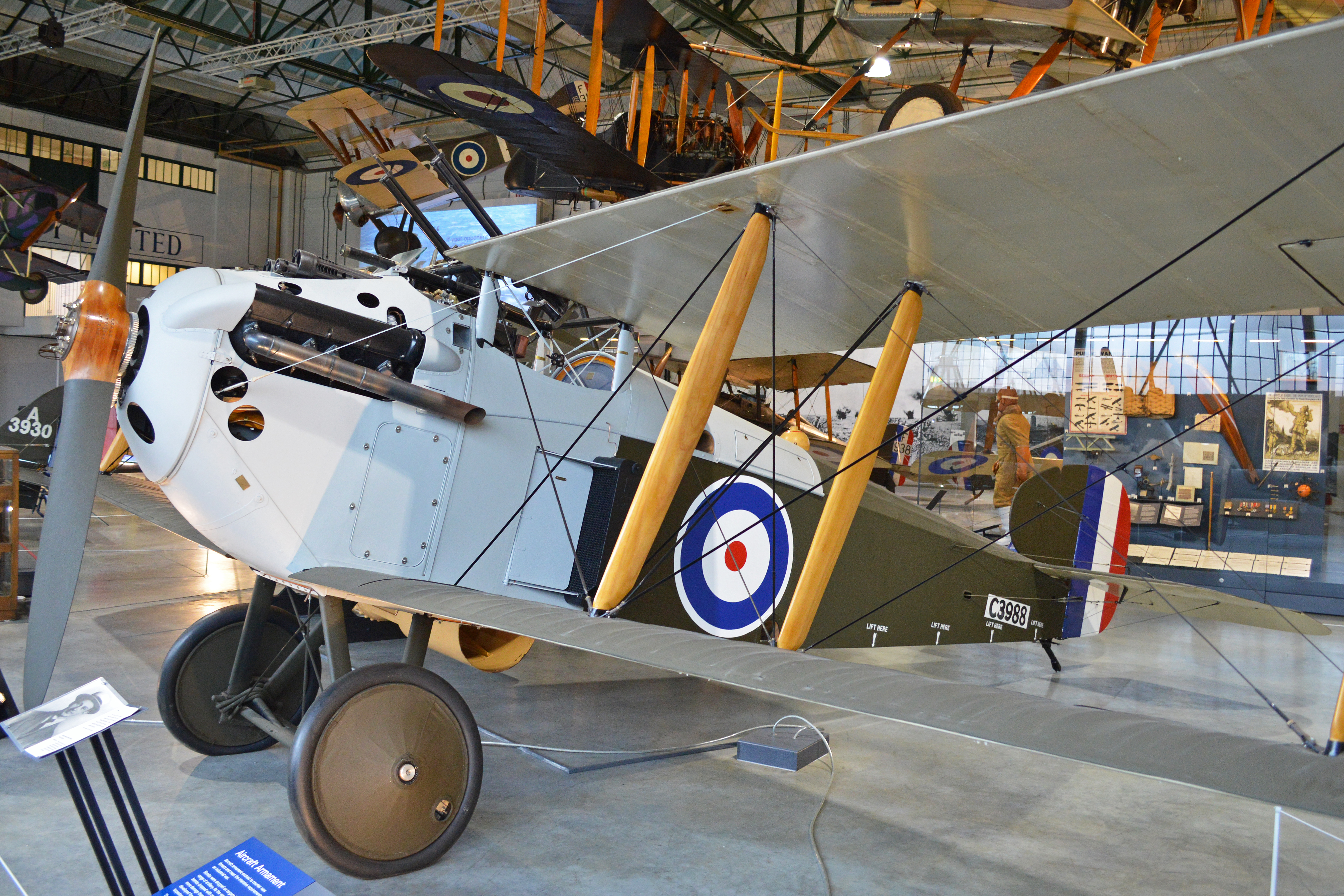
Un caccia Sopwith Dolphin esposto presso il RAF Museum di Hendon.

Nacque a Point de Bute, Contea di Westmorland, New Brunswick, il 2 giugno 1892, figlio di Leonard e Ettie Goodwin.  Studente alla Mount Allison University di Sackville, non molto tempo dopo aver iniziato gli studi si aggregò alla locale compagnia di fanteria, la Compagnia F, No.74 Infantry Regiment ("The New Brunswick Rangers") e gli fu promosso tenente nell'aprile 1912. Si arruolò nel Royal Canadian Army il 2 novembre 1914 a Saint John, Nuovo Brunswick, assegnato al 26° Battaglione per un periodo di ferma triennale. Il 15  giugno 1915  il 26° Battaglione, con una forza di 42 ufficiali e 1008 atra sottufficiali e soldati, si imbarcò ad Halifax sulla Caledonia, sbarcando in Inghilterra il 22 dello stesso mese. Il 1° settembre 1915 il 16° Battaglione fu mandato in Belgio, arrivandovi il 15 settembre, assegnato alla 5ª Brigata fanteria della 2ª Divisione canadese, in forza alla Canadian Expeditionary Force.
Rimase ferito in azione vicino a Scherpenbergweg, Heuvelland, il 13 ottobre 1915, colpito da una scheggia all'anca e alla coscia destra, dovendo andare in Inghilterra, evacuato a bordo della nave ospedale SS Brighton, per le cure presso il No.4 London District Hospital. Al  termine della convalescenza trascorse un periodo di congedo a casa nel New Brunswick. Verso la fine della sua convalescenza ricevette fu nominato comandante di compagnia nel 140° Battaglione (New Brunswick), allora in  costituzione. Ciò significò la promozione da tenente direttamente a maggiore.
Tornò in Inghilterra il 6 ottobre del 1916 a bordo del piroscafo SS Corsican. Essendoci un'abbondanza di ufficiali superiori inesperti, fu impiegato per diversi mesi nella Divisione di addestramento di riserva, prima con il deposito del Royal Canadian Regiment e successivamente con il 13° Reserve Battalion del New Brunswick Regiment, che fornì rinforzi alla sua vecchia unità in Francia, il 26°.
Nel maggio 1917 fu assegnato al Royal Flying Corps frequentando la Number 1 School of Military Aeronautics. Il 7 luglio 1917 fu rimandato al Number 1 Training Squadron. Più tardi quel mese passò al Number 20 Training Squadron e successivamente terminò l'addestramento Number 56 Training Squadron. Gli fu concessa il grado temporaneo di Flying Officer il 3 settembre 1917, pur mantenendo il suo grado di maggiore dell'esercito canadese durante il suo distacco allo RFC. Eseguì inizialmente missioni di pattugliamento costiero sui Royal Aircraft Factory B.E.12a.

### Servizio come pilota da caccia

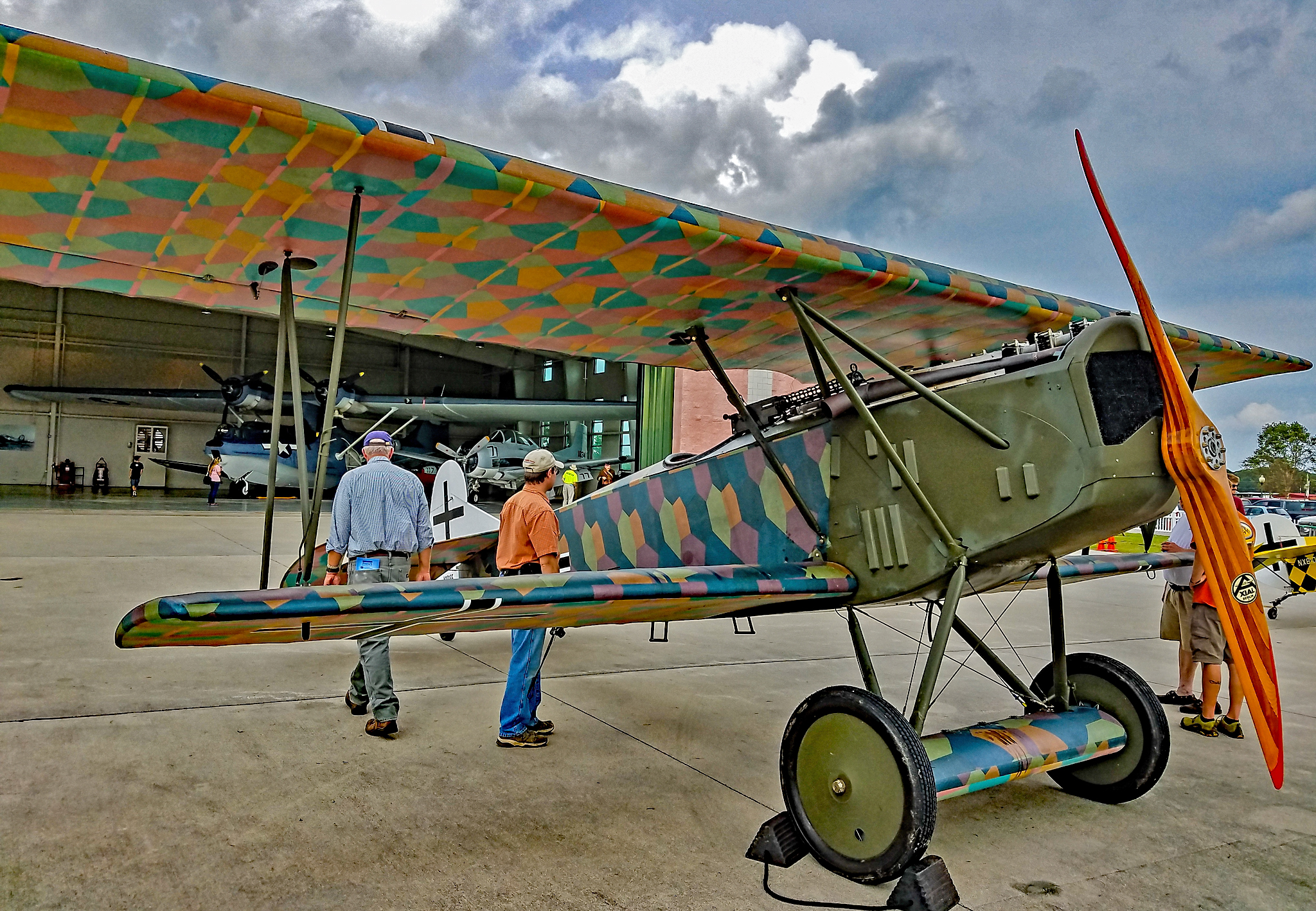
Una replica di un caccia Fokker D.VII, sullo sfondo dell'hangar un idrovolante Consolidated PBY Catalina.

Il 1° ottobre 1917 fu assegnato al No. 19 Squadron, equipaggiato co0n gli SPAD S.VII e S.XIII, dove rimase fino alla fine della guerra. Il 31 ottobre conseguì la sua prima vittoria abbattendo un caccia Albatros D.V su Becelaere-Ghehluvelt,  e distruggendo un altro aereo tedesco in quello stesso giorno. Il 13 novembre 1917 divenne un asso dell'aviazione con la terza delle sei vittorie che avrebbe ottenuto quel mese. Sempre nel mese di novembre, fu promosso a capo squadrone. Entro la fine dell'anno, il 29 dicembre, avrebbe ottenuto la sua quindicesima vittoria volando con uno SPAD S.VII.
Per  due mesi e mezzo non conseguì altri abbattimenti. Il 15 marzo 1918, volando su un Sopwith Dolphin distrusse un Pfalz D.III e ne fece precipitare un altro fuori controllo. Il 17 marzo abbatte un Albatros D.V, il 21 aprile un Pfalz D.III, il 23 aprile 3 Pfalz D.III, il 2 maggio un Fokker Dr.I e l'8 dello stesso mese un altro D.V.  Pilotando il Dolphin conseguì il suo ultimo successo il 16 maggio 1918. Il suo conteggio finale fu di 22 vittorie individualie  sei condivise. 
Il 18 marzo fu abbattuto dall'asso tedesco tenente Paul Billik, atterrando in emergenza dietro le linee tedesche venendo fatto prigioniero di guerra. Fu ufficialmente dichiarato disperso in azione il 19 maggio 1918. Terminò la sua guerra in un campo di prigionia  a Karlsruhe, in Baviera. Ricevette il Distinguished Service Order il 18 luglio, e la Bar su di esso il 16 settembre 1918. Fu rimpatriato il 13 dicembre 1918, venendo ricoverato presso il CRC Officer's Hospital, con l'influenza, il 4 gennaio 1919, e rientrando in servizio il 23 gennaio 1919.
Trasferito al No.123 RAF Squadron, formato da personale tutto canadese, precursore della nascente Canadian Air Force. Morì in un incidente aereo il 22 maggio 1919, quando durante un volo di prova con un Fokker D.VII l'aereo perse l'ala superiore e precipitò al suolo. Fu sepolto presso l'Old Shoreham Cemetery a Shoreham, Sussex, Inghilterra.

### Fonti
1. 1 2 3 4 5 6 7 8 9 10 11 12 13 14 15 16 17 18  Shores, Franks, Guest 1996, p. 99.
2. 1 2 3 4  The Aerodrome.
3. 1 2 3 4 5 6 7 8 9 10 11 12 13 14 15 16  Cefrg.